# Ulrich Markurth

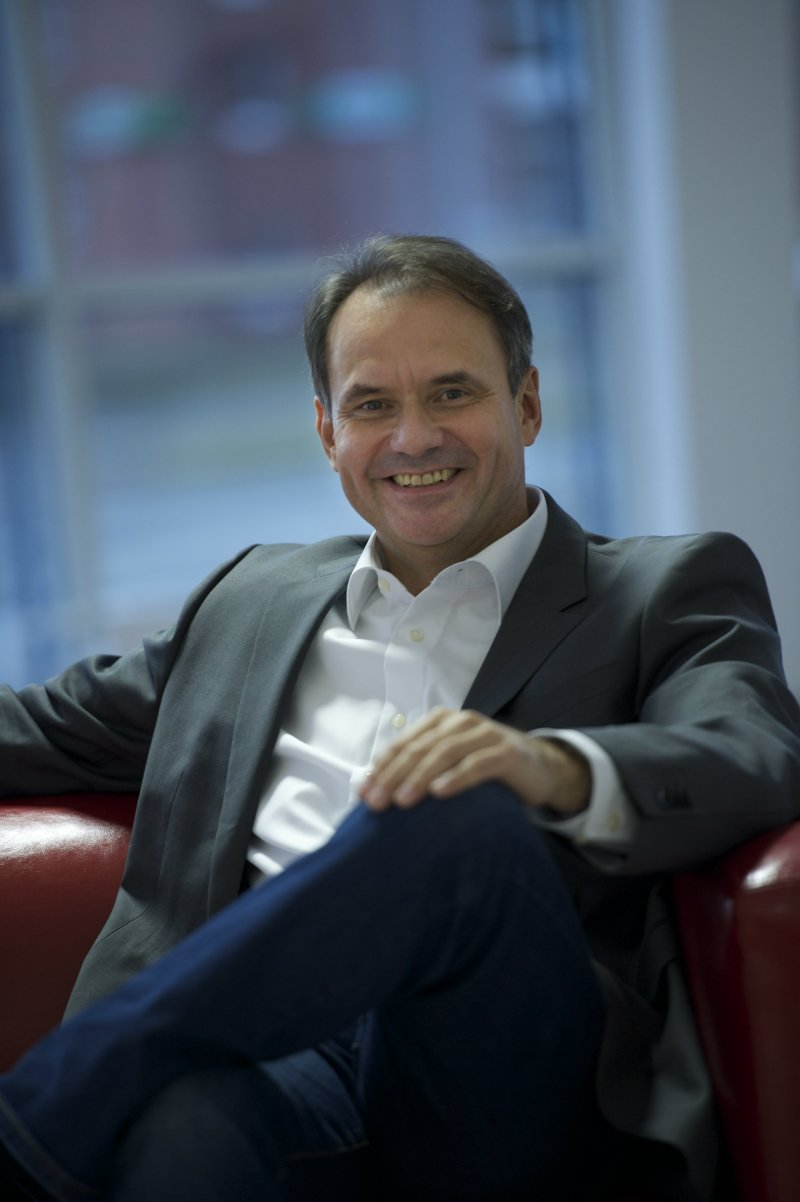
Ulrich Markurth 2014

Ulrich Markurth (* 17. Oktober 1956 in Braunschweig) ist ein deutscher Politiker (SPD) und Diplompädagoge. Er war vom 1. Juli 2014 bis zum 31. Oktober 2021 Oberbürgermeister von Braunschweig.

## Leben und Beruf
Nach seinem Abitur 1975 am Martino-Katharineum Braunschweig und dem Zivildienst beim Christlichen Jugenddorfwerk Deutschland e. V. (CJD) studierte Markurth Erziehungswissenschaften, Psychologie und Soziologie an der TU Braunschweig (Diplom).
Von 1984 bis 1988 war er wissenschaftlicher Mitarbeiter beim Deutschen Bundestag in Bonn. Parallel dazu arbeitete Markurth neun Jahre lang als Lehrbeauftragter an der TU Braunschweig. Ab 1988 leitete Markurth das Psychotherapeutische Kinderheim des AWO-Bezirksverbandes Braunschweig e. V. in Wolfshagen im Harz. 1994 kehrte er nach Braunschweig zurück und war bis 2005 zunächst Referats- und Abteilungsleiter und ab 2001 geschäftsführendes Vorstandsmitglied des AWO-Bezirksverbandes Braunschweig und damit verantwortlich für alle wirtschaftlichen Geschäftsbereiche.
Ulrich Markurth ist Aufsichtsratsvorsitzender der Städtisches Klinikum Braunschweig gGmbH, der Braunschweiger Versorgungs-Aktiengesellschaft & Co. KG und der Volkshochschule Braunschweig GmbH sowie Aufsichtsratsmitglied der NSI Consult Beratungs- und Servicegesellschaft GmbH und der Eintracht Braunschweig GmbH & Co. KGaA.
Markurth ist verheiratet und hat zwei Töchter.

## Politik
Schon während seiner Schulzeit trat Markurth 1972 in den Ortsverein Innenstadt der SPD Braunschweig ein. 1996 wurde er in den Stadtrat gewählt und war dort Mitglied im Finanzausschuss und im Wirtschaftsausschuss. Elf Jahre später erfolgte dann die Wahl zum Dezernenten für „Soziales, Gesundheit und Jugend“ und ab November desselben Jahres auch für den Bereich „Schule“.
Am 30. Mai 2013 wurde Markurth auf Vorschlag des Oberbürgermeisters Gert Hoffmann (CDU) mit der erforderlichen Mehrheit des Rates mit lediglich zwei Gegenstimmen zum Ersten Stadtrat und zugleich Stellvertreter Hoffmanns ernannt. Auf dem SPD-Parteitag Ende 2013 wurde Ulrich Markurth schließlich mit 98 Prozent der Delegiertenstimmen zum Spitzenkandidaten für die Oberbürgermeisterwahlen gewählt.
Markurth gewann die Stichwahl zum Oberbürgermeister am 15. Juni mit 66,5 Prozent der abgegebenen Stimmen. Vom 1. Juli 2014 bis zum 31. Oktober 2021 war er Oberbürgermeister von Braunschweig. Sein Nachfolger ist Thorsten Kornblum.